# Fundacja Nautilus

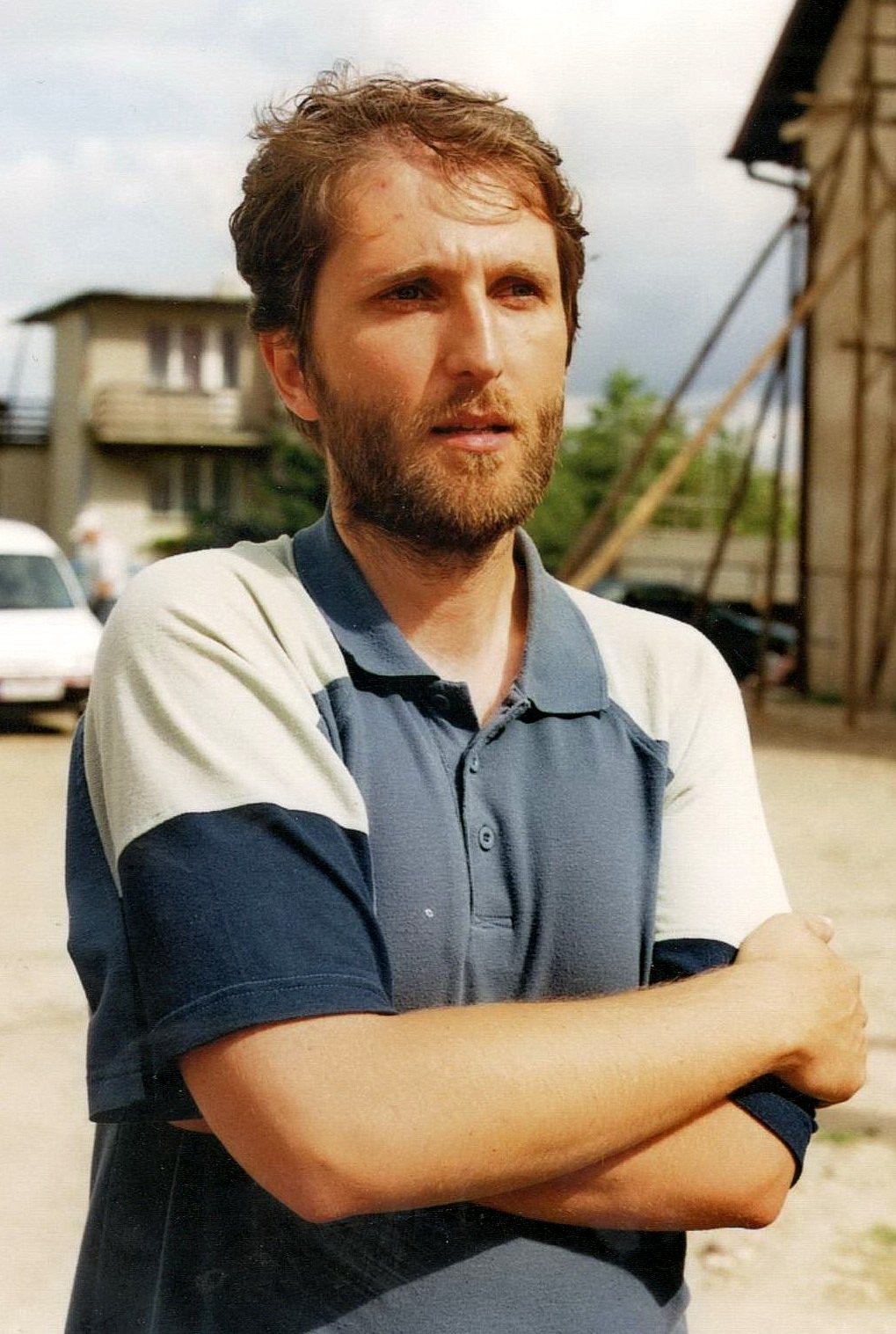
R. Bernatowicz w Wylatowie w 2003 r. podczas realizacji materiału na temat kręgów zbożowych

Fundacja Nautilus – fundacja zajmująca się paranormalnymi zjawiskami takimi jak: UFO, kręgi zbożowe, reinkarnacja, Orbs i innymi.
Fundacja założona została w 2001 roku przez: dziennikarkę Joannę Karwat, producent filmową Małgorzatę Corvalan, reżysera Jarosława Żamojdę i dziennikarza Roberta Bernatowicza. Według jej statutu celem fundacji jest „szukanie odpowiedzi na najważniejsze pytanie, jakie może sobie postawić człowiek. [...] Jaki jest cel ludzkiego życia? Czy jest życie po śmierci? Czy Ziemię odwiedzają obce cywilizacje? A jeśli tak, to dlaczego się z nami nie kontaktują?”.
Siedzibą fundacji jest jednorodzinny dom pod Warszawą. Do organizacji należy również stary kamper, zaopatrzony w amatorski sprzęt badawczy, nazywany „Nautmobilem”.
W 2003 roku fundacja prowadziła badania dotyczące kręgów zbożowych w Wylatowie – małej wsi położonej w województwie kujawsko-pomorskim.
W 2005 roku z inicjatywy fundacji powstał pomnik upamiętniający tzw. UFO w Emilcinie.
Działalność Fundacji Nautilus stała się przedmiotem krytyki ze strony innych organizacji i serwisów poruszających tematykę paranormalną.